# Xavier Montsalvatge
Xavier Montsalvatge i Bassols (Gerona, 11 de marzo de 1912-Barcelona, 7 de mayo de 2002) fue un compositor y crítico musical español, una de las figuras claves de la música española de la segunda mitad del siglo XX.

## Biografía
Estudió música en el Conservatorio Municipal de Música de Barcelona, donde posteriormente sería profesor desde 1970 y catedrático de composición desde 1978. Fue discípulo de compositores como Lluís Maria Millet, Enrique Morera, Jaume Pahissa o Eduard Toldrá. Tras la Guerra Civil comenzó a escribir como crítico musical en la revista Destino (desde 1942), de la que sería director entre 1968 y 1975 y en el diario barcelonés La Vanguardia (desde 1962).
Su producción musical atravesó diversas etapas. En sus inicios se considera nacionalista, muy influida por el dodecafonismo y el wagnerianismo que triunfaban en la escena musical catalana (Sinfonía mediterránea, 1949). Le siguió una época con influencias de la música antillana (Cinco canciones negras, 1945, y Cuarteto indiano, 1952). A continuación, entabló relación con compositores franceses como Olivier Messiaen y Georges Auric, los cuales le influyeron decisivamente en su obra, que se adentró en una etapa caracterizada por la politonalidad libre (Partida, 1958). Finalmente, se vio influida por los estilos vanguardistas. Su tumba se encuentra en el Cementerio de Sant Gervasi, Barcelona.

## Obras
Es autor de una vasta obra que abarca prácticamente todos los géneros, desde la ópera (El Gato con Botas, Una voz en off) hasta la música de cámara (Cuarteto indiano), pasando por piezas orquestales como Desintegración morfológica de la Chacona de Bach, Laberinto o Sinfonía de réquiem o Sinfonía Mediterránea (1949), por la que obtuvo el premio de la Escuela Superior de Música. Debe su fama internacional a la composición Cinco canciones negras para soprano y orquesta (1-Cuba dentro de un piano, 2-Punto de habanera, 3-Chévere, 4-Canción de cuna para dormir a un negrito, 5-Canto negro), donde utiliza ritmos y temas antillanos, y concretamente a la Canción de cuna para dormir un negrito. Otras obras suyas son Sonatine pour Ivette (1962), dedicada a su hija y escrita expresamente para el pianista Gonzalo Soriano, Babel (1967), Homenaje a Manolo Hugué (1971), Serenata a Lydia de Cadaqués (1971), Reflexions-obertura (1975), Concert capriccio (1975) para arpa y orquesta y Fantasía para arpa y guitarra (1985) y la ópera Babel 46, estrenada en 2002 en Madrid. 
También colaboró con el cine, siendo el autor de la ambientación musical de varias películas. Fue nominado al Premio Goya a la mejor música original por la película Dragon Rapide (1986).

## Distinciones
Círculo de escritores cinematográficos.
| Año  | Categoría    | Película        | Resultado |
| ---- | ------------ | --------------- | --------- |
| 1958 | Mejor música | Distrito Quinto | Ganador   |
| 1961 | Mejor música | Siega verde     | Ganador   |

- Premio Felipe Pedrell (1936)
- Premio Nacional de Música de España (1985)
- Miembro de la Academia de Bellas Artes de San Jorge de Barcelona, correspondiente de la Real Academia de Bellas Artes de San Fernando, desde 1965.
- Miembro de la Society Frederic Chopin de Varsovia.
- Finalista del premio Príncipe de Asturias de las Artes (1996).
- Académico honorario de la Real Academia de Bellas Artes de San Fernando (25 de noviembre de 1997).
- Premio Nacional de Música de Cataluña en 1997.
- II Premio Iberoamericano de la Música Tomás Luis de Victoria (1998), considerado como el galardón más importante del ámbito iberoamericano en lo que a música clásica se refiera.
- En 1999 recibió la Medalla de Oro de la Generalidad de Cataluña.